# Nathan McBeth
Pas d'image ? Cliquez ici

a Compétitions nationales et continentales officielles uniquement.

b Matchs officiels uniquement.
Dernière mise à jour le 30 novembre 2024.
Nathan McBeth, né le 8 juin 1998 à Welkom (Afrique du Sud), est un joueur international écossais de rugby à XV jouant au poste de pilier gauche aux Glasgow Warriors depuis 2021.

## Biographie

### Jeunesse et formation
Nathan McBeth naît à Welkom en Afrique du Sud mais est d'origine écossaise par son grand-père paternel né à Édimbourg. Il est formé au rugby à XV à la Hoërskool Monument (en) et joue également pour les Golden Lions.
Il est d'abord international sud-africain en moins de 18 ans, puis en 2018, il choisit de représenter son pays d'origine, l'Écosse. Il est ainsi sélectionné en équipe d'Écosse des moins de 20 ans pour le Tournoi des Six Nations des moins de 20 ans 2018. Plus tard dans l'année, il revient sur cette décision et est sélectionné en équipe d'Afrique du Sud des moins de 20 ans pour le Championnat du monde junior. Dans cette compétition, les Junior Boks atteignent la demi-finale mais McBeth ne peut pas y participer à cause d'une blessure à un doigt. Les Sud-Africains perdent cette rencontre mais terminent tout de même à la troisième place de la compétition.

### Débuts en Afrique du Sud (2019-2021)
Nathan McBeth fait ses débuts professionnels avec les Lions durant la saison 2019 de Super Rugby entrant en jeu dans une victoire 47-39 contre les Jaguares. Il prend part à sept rencontres dans cette compétition. Puis, alors qu'il n'avait pas joué le moindre match avec les Golden Lions durant la Currie Cup 2019, il est appelé en renfort de dernière minute pour la finale, afin de remplacer Sti Sithole (en), blessé lors d'un entraînement. Il commence ainsi la rencontre contre les Free State Cheetahs sur le banc des remplaçants avant d'entrer en jeu en seconde période. Son équipe est finalement battue sur le score de 31 à 18.
Il est ensuite retenu dans l'effectif des Lions pour la saison 2020 de Super Rugby. Il participe ensuite à la Pro14 Rainbow Cup, puis à la Currie Cup 2021.

### Transfert aux Glasgow Warriors et débuts avec l'Écosse (depuis 2021)
En début de saison 2021-2022, Nathan McBeth rejoint les Glasgow Warriors. Son objectif est de jouer pour son pays d'origine dans le futur. Il joue son premier match avec sa nouvelle équipe lors de la sixième journée du United Rugby Championship, contre le Benetton Trévise.
C'est durant la saison suivante, en 2022-2023, qu'il gagne du temps de jeu avec les Warriors et se révèle. Il joue au total dix-huit matchs toutes compétitions confondues dont quatre en tant que titulaire. Cette saison, son équipe atteint la finale de la Challenge Cup où elle affronte le RC Toulon. Pour cette rencontre, il remplace Jamie Bhatti en cours de partie mais les siens sont cependant battus sur le score de 43 à 19,. Il est ensuite élu Most Improved Player of the Season de son club, c'est-à-dire, le joueur ayant le plus progressé durant la saison,.
Durant la saison 2023-2024, les Glasgow Warriors éliminent les Stormers en quart de finale du championnat, puis le Munster en demi-finale. Pour la finale, contre les Bulls, McBeth commence la rencontre sur le banc de touche avant d'entrer en jeu à la place de Bhatti. Son équipe s'impose 21 à 16, remportant la compétition pour la deuxième fois de son histoire après 2015,. À l'issue de la saison, il est appelé pour la première fois en équipe d'Écosse par Gregor Townsend pour la tournée d'été en Amérique. Il obtient sa première cape avec le XV du Chardon lors du premier match de la tournée, face au Canada. Il joue également la deuxième rencontre, contre le Chili, durant laquelle il est titulaire.
En début de saison 2024-2025, il est de nouveau convoqué en sélection nationale, cette fois pour la tournée d'automne. Alors qu'il devait jouer face aux Fidji, il est finalement contraint de déclarer forfait à cause d'une blessure. Alors qu'il n'avait pas été sélectionné avec l'Écosse pour le Tournoi des Six Nations 2025, il est finalement appelé pour préparer la quatrième journée.

## Palmarès

### En club
- Golden Lions
  - Finaliste de la Currie Cup en 2019

- Glasgow Warriors
  - Finaliste de la Challenge Cup en 2023
  - Vainqueur du United Rugby Championship en 2024

### En sélection nationale
- Afrique du Sud -20
  - Troisième du Championnat du monde junior en 2018